# Potočka
Potočka – jaskinia wysokogórska położona w Słowenii, w paśmie Karawanki, na wysokości 1700 m w południowym zboczu góry Olševa. Stanowisko eponimiczne tzw. kultury olszewskiej, stanowiącej lokalny wariant kultury oryniackiej.
Jaskinia znajduje się w formacji zbudowanej z wapienia, ukształtowanej w okresie górnego triasu. Ma 114 m długości, do 40 m szerokości i wysokość dochodzącą do 14 m. Po raz pierwszy została przebadana w latach 1928–1935 przez Srečko Brodara, który w warstwach plejstoceńskich odkrył datowane na ok. 40–30 tys. lat p.n.e. ślady obozowisk ludności oryniackiej wraz z artefaktami, wśród których znalazły się narzędzia kamienne (w tym groty strzał i flet wykonany z kości niedźwiedzia) i szczątki fauny (m.in. lwów jaskiniowych, wilków, mamutów, jeleni). Znaczna część z odkopanych wówczas zabytków trafiła do muzeum w Celje i uległa zniszczeniu w trakcie bombardowania miasta podczas II wojny światowej. Kolejnych artefaktów dostarczyły wykopaliska z lat 1997–2000.